# Bronisławy (Sochaczew)
Pour les articles homonymes, voir Bronisławy.
Bronisławy [brɔniˈswavɨ] est un village polonais de la gmina de Sochaczew dans le powiat de Sochaczew et dans la voïvodie de Mazovie.